# Schellenberg Wittmer
Schellenberg Wittmer ist eine der grössten Wirtschaftskanzleien der Schweiz.

## Geschichte
Sie ist im Jahr 2000 aus der Fusion der Anwaltskanzleien Schellenberg & Haissly in Zürich und Brunschwig Wittmer in Genf hervorgegangen. 2013 wurde die bis dahin als Kollektivgesellschaft organisierte Kanzlei in eine Aktiengesellschaft umgewandelt.
Die Kanzlei zählt an ihren Standorten in Zürich, Genf und Singapur über 150 Rechtsanwälte und Juristen. Die Kanzlei ist hauptsächlich im Bereich Wirtschaftsrecht tätig. Sie wurde 2009 und 2012 von der Fachzeitschrift The Lawyer zur «Swiss Law Firm of the Year» gewählt.